# Vysoké Popovice
Pour les articles homonymes, voir Popovice.
Vysoké Popovice (jusqu'en 1949 : Popovice ; en allemand : Popowitz, précédemment : Poppowitz) est une commune du district de Brno-Campagne dans la Moravie-du-Sud, en République tchèque. Sa population s'élevait à 721 habitants en 2020.

## Géographie
Vysoké Popovice se trouve à 8 km à l'ouest de Rosice, à 24 km à l'ouest de Brno et à 167 km au sud-est de Prague.
La commune est limitée par Újezd u Rosic au nord, par Příbram na Moravě et Zakřany à l'est, par Lukovany au sud, et par Rapotice à l'ouest.

## Histoire
La première mention écrite du village date de 1228.